# Serques
Serques là một xã ở tỉnh Pas-de-Calais, vùng Norde-Pas-de-Calais của Pháp.

## Địa lý
Serques tọa lạc trên một khu đất lấn đầm lầy, cự ly 5 dặm Anh (8 km) về phía bắc Saint-Omer, trên đường D214.

## Dân số
| 1962                                                         | 1968 | 1975 | 1982 | 1990 | 1999 | 2006 |
| ------------------------------------------------------------ | ---- | ---- | ---- | ---- | ---- | ---- |
| 683                                                          | 755  | 735  | 707  | 893  | 1034 | 1130 |
| Số liệu điều tra dân số từ năm 1962: Dân số không tính trùng |      |      |      |      |      |      |

## Địa điểm nổi bật
- Nhà thờ St.Omer, thế kỷ 18.